# Arará
Pour les articles homonymes, voir Arara.
Les Arará sont un groupe ethnoreligieux afro-cubain qui descend du royaume d'Allada en Afrique de l'Ouest et conserve une identité, une religion et une culture distinctes de celles des autres Afro-cubains. Bien qu’historiquement le peuple arará ait toujours fermement conservé une identité et une religion distinctes, cette identité est devenue plus floue et plus difficile à conserver.

## Histoire

### Origines
Les Arará sont à l'origine réduits en esclavage comme prisonniers de guerre lors des invasions du Dahomey par l'empire d'Oyo. Des années après l’asservissement et le transport à Cuba, des esclaves Yoruba descendants de l'empire Oyo, esclaves vendus par le Dahomey commencent à arriver à Cuba. En raison des tensions historiques  préexistantes en Afrique de l’Ouest, les deux groupes restent socialement distants et développent des cultures et des identités séparées. Malgré d’étroites similitudes dans leurs pratiques religieuses, les deux groupes ont des prêtres séparés. Ce n'est que vers le début des années 1900 que les Cubains Arará et Yoruba commencent à se mélanger.

### Évolution
De nombreuses traditions arará se sont mélangées à d'autres traditions afro-cubaines, et le maintien d'une solide identité Arará dans le patrimoine et la culture est devenu difficile car, au fil du temps, des traditions et peuples différents se sont fondus dans un échange culturel afro-cubain toujours plus important, en particulier en ce qui concerne les pratiques religieuses.

## Religion
La religion arará est une religion indigène à Cuba. Ses origines remontent aux akans : Adja-Ewe-Fons du Dahomey venus du Ghana. De nombreux dieux connus sous le nom de « luases » sont vénérés, semblables au Lwa dans le vaudou, dont beaucoup sont empruntés aux dieux yoruba. Certains rituels mineurs basés sur la religion Kongo sont également pratiqués. À l’origine, la religion est principalement présente à Matanzas et à Santiago de Cuba.
Même si les dieux vaudous sont vénérés plutôt que les dieux yoruba, les pratiques et la linguistique de la santeria ont été incorporées dans les pratiques arará. Cependant, la musique et la danse des cérémonies arará restent très différentes de celles des cérémonies santeria, séparant ainsi les deux religions. Les religions santeria et arará commencent à se mélanger vers les années 1890 ou au début des années 1900, ce qui aboutit à l'adoption par les Arará des coutumes de la santeria pour guider les cérémonies. Aujourd'hui, de nombreux pratiquants utilisent la terminologie yoruba pour expliquer leurs pratiques, tout en continuant à utiliser des danses cérémonielles uniques. Certaines de ces danses sont connues pour leur similitude avec les danses du vaudou haïtien en raison de l’héritage commun des deux religions, mais les danses restent toutefois différentes.